# Spitz-Nävus
Ein Spitz-Nävus (Synonyme: Spindelzellnävus, Spitz-Tumor, juveniles benignes Melanom, Epitheloidzellnävus) ist ein gutartiger, knotiger Nävuszellnävus, der vor allem bei Kindern und Jugendlichen vorkommt und durch sein atypisches histologisches Bild gekennzeichnet ist. Es handelt sich um eine bestimmte Unterart von gutartigen, begrenzten, pigmentierten Fehlbildungen der Haut (Pigmentnävi), umgangssprachlich „Muttermale“.
Das Phänomen ist benannt nach der amerikanischen Pathologin Sophie Spitz, die es 1948 erstmals beschrieben hat.

## Epidemiologie
Diese Art von Pigmentnävus kann in jedem Alter auftreten, am häufigsten allerdings in den ersten zwei Dekaden (circa 50 % aller Spitz-Nävi betreffen Kinder).

## Klinik und Histologie
Ein Spitz-Nävus wächst rasch und bildet in kurzer Zeit ein rötliches bis braunes, halbkugeliges, derbes und haarloses Knötchen. Im Durchmesser bleibt diese Läsion meist unter 1 cm. Am häufigsten findet man den Spitz-Nävus an Kopf oder Hals.
Histologisch zeigen sich stark veränderte und polymorphe Nävuszellen, auch in Form von Spindelzellen und Epitheloidzellen. Die Läsion dehnt sich von der Junktionszone in die Dermis aus. Oft braucht es einen erfahrenen Histopathologen, um solche atypischen Zellmuster von einem echten malignen Melanom unterscheiden zu können.

## Prognose und Therapie
Vermutlich kommt es bei den Spitz-Nävi im Gegensatz zu den anderen Arten von Nävuszellnävi nicht zu einer spontanen Rückbildung. Dennoch sind sie in der Regel gutartig. Aufgrund der schwierigen Differentialdiagnose zum malignen Melanom sollte man allerdings jede derartige Läsion exzidieren und histologisch untersuchen. Nachkontrollen sind empfehlenswert, da es auch zu Rezidiven kommen kann.